# Roztoky (Slowakei)
Roztoky (bis 1927 slowakisch „Raztoka“; deutsch Röstchen, ungarisch Végrosztoka – bis 1907 Rosztoka) ist eine Gemeinde im Nordosten der Slowakei mit 454 Einwohnern (Stand 31. Dezember 2024), die im Okres Svidník, einem Kreis des Prešovský kraj, liegt und zur traditionellen Landschaft Šariš gezählt wird.

## Geographie

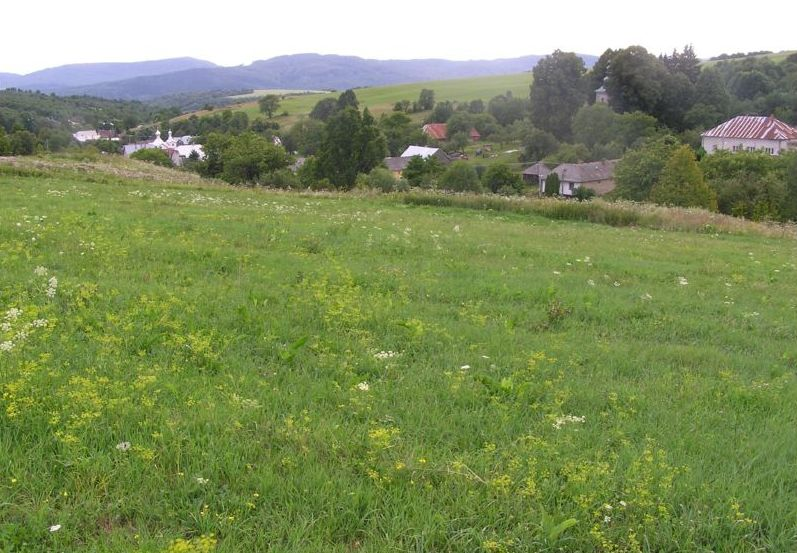
Roztoky

Die Gemeinde befindet sich im Nordteil der Niederen Beskiden in einem Seitental der Ondava, nahe der Staatsgrenze zu Polen. Das Ortszentrum liegt auf einer Höhe von 362 m n.m. und ist 14 Kilometer von Svidník entfernt.
Nachbargemeinden sind Krempna (PL) im Norden, Kečkovce im Osten, Vyšný Orlík im Süden, Nižný Mirošov im Südwesten und Vyšný Mirošov im Westen.

## Geschichte
Der Ort wurde zum ersten Mal 1435 als Roztoka schriftlich erwähnt und gehörte zum Herrschaftsgebiet der Burg Makovica. 1787 hatte die Ortschaft 54 Häuser und 335 Einwohner, 1828 zählte man 70 Häuser und 522 Einwohner, die als Landwirte und Viehhalter beschäftigt waren. Seit der Mitte des 19. Jahrhunderts gab es mehrere Auswanderungswellen.
Bis 1918 gehörte der im Komitat Sáros liegende Ort zum Königreich Ungarn und kam danach zur Tschechoslowakei beziehungsweise heute Slowakei.

## Bevölkerung
| Jahr                | 1994 | 2004     | 2014     | 2024     |
| ------------------- | ---- | -------- | -------- | -------- |
| Anzahl der Personen | 228  | 276      | 386      | 454      |
| Unterschied         |      | +21,05 % | +39,85 % | +17,61 % |

| Jahr                | 2023 | 2024    |
| ------------------- | ---- | ------- |
| Anzahl der Personen | 446  | 454     |
| Unterschied         |      | +1,79 % |

Gemäß der Volkszählung 2011 wohnten in Roztoky 345 Einwohner, davon 168 Roma, 88 Slowaken, 65 Russinen und zwei Ukrainer. 14 Einwohner machten keine Angabe zur Ethnie.
296 Einwohner bekannten sich zur orthodoxen Kirche, 16 Einwohner zu den Zeugen Jehovas, 10 Einwohner zur römisch-katholischen Kirche und sechs Einwohner zur griechisch-katholischen Kirche. Drei Einwohner waren konfessionslos und bei 14 Einwohnern wurde die Konfession nicht ermittelt.

## Bauwerke und Denkmäler
- griechisch-katholische Kirche im klassizistischen Stil aus dem Jahr 1848